# Molefi Mosebo
Molefi Mosebo (ur. 10 czerwca 1983) – sotyjski piłkarz, występuje na pozycji pomocnika.

## Kariera klubowa
W latach 2005–2011 Mosebo grał w klubie Linare FC. W 2011 przeszedł do Nyenye Rovers FC.

## Kariera reprezentacyjna
W 2006 roku Mosebo rozegrał 3 mecze w Lesotho. Grał z nią w COSAFA Cup 2006.